# Saison 1 de Slasher
Chronologie
Saison 2 : Les coupables
Slasher : Le Bourreau (simplement Slasher ou surnommé Slasher: Seven Deadly Sins en version originale) est la première saison de la série télévisée d'anthologie canadienne Slasher.
Cet article présente la liste des épisodes de cette première saison.

## Synopsis
Waterbury, 1988. Le soir d'Halloween, un couple avec une femme enceinte accueille un homme déguisé qu'ils croient être leur ami. Quand l'ami en question arrive finalement, le mystérieux inconnu, caché derrière un masque effrayant, assassine sauvagement le couple, puis extrait le bébé des entrailles de la mère.
Des années plus tard, l'enfant, qui a survécu, est devenu une belle jeune femme du nom de Sarah Bennett. Décidée à surmonter ce traumatisme, elle décide de revenir dans la petite ville pour emménager dans la maison de l'horreur avec son mari.
Lorsqu'une série de meurtres commence à secouer le voisinage, Sarah rend visite en prison au tueur qui a massacré ses parents. Elle rouvre l'enquête et fait tomber les masques de la petite communauté, qui dévoile peu à peu ses secrets inavouables.

## Distribution

### Acteurs principaux
- Katie McGrath (VF : Adeline Moreau) : Sarah Bennett
- Brandon Jay McLaren (VF : Serge Faliu) : Dylan Bennett
- Steve Byers (VF : Damien Boisseau) : Cam Henry
- Patrick Garrow (VF : Christian Visine) : Tom Winston
- Dean McDermott (VF : Jérôme Pauwels) : Iain Vaughn
- Christopher Jacot (en) (VF : Jérémy Bardeau) : Robin Turner
- Wendy Crewson (VF : Pauline Larrieu) : Brenda Merrit

### Acteurs secondaires
- Erin Karpluk (VF : Léa Gabriele) : Heather Peterson
- Rob Stewart (VF : Philippe Dumond) : Alan Henry
- Jessica Sipos (VF : Anne-Laure Gruet) : June Henry
- Jefferson Brown (en) (VF : Patrick Pellegrin) : Trent McBride
- Mayko Nguyen (VF : Geneviève Doang) : Alison Sutherland
- Alysa King (VF : Sophie Planet) : Rachel Ingram
- Enuka Okuma (VF : Laura Zichy) : Lisa Ann Follows
- Shawn Ahmed (VF : Maxime Baudouin) : Sharma
- Hannah Endicott-Douglas (VF : Lucile Boudonnat) : Ariel Peterson
- Susannah Hoffman (VF : Sophie Baranes) : Marjorie Travers
- Victoria Snow (en) (VF : Isabelle Leprince) : Sonja Edwards
- Mark Ghanimé (VF : Nessym Guétat) : Justin Faysal
- David Patrick Flemming : Tom Winston, jeune
- Dylan Taylor (en) (VF : Yannick Bellisart) : Bryan Ingram
- Booth Savage (VF : Bernard Bollet) : le maire Ronald Edwards

## Diffusion
- Aux États-Unis, la saison a été diffusée entre le 4 mars 2016 et le 15 avril 2016 sur Chiller.
- Au Canada, elle a été diffusée entre le 1er avril 2016 et le 20 mai 2016 sur Super Channel
- Au Québec, elle a été diffusée entre le 13 février 2017 et le 3 avril 2017 sur AddikTV
- Dans tous les autres pays francophones, elle a été diffusée le 1er mars 2017 sur le service Netflix.

## Liste des épisodes

### Épisode 1:La colère
- États-Unis : 4 mars 2016 sur Chiller
- Canada : 1er avril 2016 sur Super Channel
- Québec : 13 février 2017 sur AddikTV
- France /  Belgique /  Suisse : 1er mars 2017 sur Netflix

### Épisode 2:La gourmandise
- États-Unis : 4 mars 2016 sur Chiller
- Canada : 8 avril 2016 sur Super Channel
- Québec : 20 février 2017 sur AddikTV
- France /  Belgique /  Suisse : 1er mars 2017 sur Netflix

### Épisode 3:L'envie
- États-Unis : 11 mars 2016 sur Chiller
- Canada : 15 avril 2016 sur Super Channel
- Québec : 27 février 2017 sur AddikTV
- France /  Belgique /  Suisse : 1er mars 2017 sur Netflix

### Épisode 4:La paresse
- États-Unis : 18 mars 2016 sur Chiller
- Canada : 22 avril 2016 sur Super Channel
- France /  Belgique /  Suisse : 1er mars 2017 sur Netflix
- Québec : 6 mars sur AddikTV

### Épisode 5:L'avarice
- États-Unis : 25 mars 2016 sur Chiller
- Canada : 29 avril 2016 sur Super Channel
- France /  Belgique /  Suisse : 1er mars 2017 sur Netflix
- Québec : 13 mars 2017 sur AddikTV

### Épisode 6:La luxure
- États-Unis : 1er avril 2016 sur Chiller
- Canada : 6 mai 2016 sur Super Channel
- France /  Belgique /  Suisse : 1er mars 2017 sur Netflix
- Québec : 20 mars 2017 sur AddikTV

### Épisode 7:L'orgueil
- États-Unis : 8 avril 2016 sur Chiller
- Canada : 13 mai 2016 sur Super Channel
- France /  Belgique /  Suisse : 1er mars 2017 sur Netflix
- Québec : 27 mars 2017 sur AddikTV

### Épisode 8:Une boîte remplie de souvenirs
- États-Unis : 15 avril 2016 sur Chiller
- Canada : 20 mai 2016 sur Super Channel
- France /  Belgique /  Suisse : 1er mars 2017 sur Netflix
- Québec : 3 avril 2017 sur AddikTV